# Александър Блок
Александър Александрович Блок (на руски: Александр Александрович Блок) е руски поет. Той е основен представител на руския символизъм и най-влиятелният руски поет в началото на 20 век.

## Биография
Александър Блок е роден на 28 ноември (16 ноември стар стил) 1880 г. в Санкт Петербург в семейството на професор по право. След като родителите му се разделят през 1883, той заминава за Шахматово близо до Москва, където живее с родителите на майка си. Дядо му е бивш ректор на Санктпетербургския университет и той израства в интелектуална атмосфера, запознавайки се с философията на Владимир Соловьов, също негов роднина, и с поезията на Фьодор Тютчев и Афанасий Фет.
През 1903 Александър Блок се жени за Любов Менделеева, дъщеря на известния химик Дмитрий Менделеев, на която посвещава поетическия цикъл „Стихове за Прекрасната дама“ („Стихи о прекрасной даме“, 1904). Книгата го утвърждава като най-влиятелната фигура на руския символизъм, като популярността му продължава да нараства през следващите години. Блок оказва силно влияние върху по-младите поети, сред които Анна Ахматова, Марина Цветаева и Борис Пастернак.
В последното десетилетие от живота си Александър Блок се концентрира основно върху политически теми, акцентирайки върху месианското предопределение на Русия. След Руската революция той публикува поемите „Скити“ (Скифы) и „Дванадесетте“ (Двенадцать, 1918), описваща марша на банда от дванадесет болшевики, сеещи смърт и опустошение в революционния Петроград сред силна снежна буря. Тя предизвиква недоволството на неговите интелектуални последователи, които го обвиняват в лош вкус, както и на болшевиките, които не харесват неговия мистицизъм. През оставащите години от живота си той живее в изолация и умира през 1921, според някои от предизвикания от гражданската война глад.